# 枚方カントリー倶楽部
枚方カントリー倶楽部（ひらかたカントリーくらぶ）は、 大阪府枚方市杉北町に広がるゴルフ場である。

## 概要
枚方は、淀川辺りまで見渡せる、昔から知られた土地で史跡も多いところである。1958年（昭和33年）、尾上実夫（後・初代理事長）からコース設計家の井上誠一に、枚方のゴルフ場計画の話が入った。現地に見に行くと、急峻な地形で砂混じりの地層だったため、断念した経緯があった。だが、京阪に近い場所でもあった。
1958年（昭和33年）、新たなゴルフ場建設に向け経営母体「枚方ゴルフ場株式会社」を設立、同年10月29日、コースの造成工事に着手、起工式が行われた。1959年（昭和34年）春、芝張りを始め、1959年（昭和34年）9月23日、18ホールのゴルフ場が完成、開場された。開場後、井上は、関西で一番痩せた土質だったが、雄大なコースに変身した、しかし、用地の関係で1番、2番、3番ホールが孤立してしまったのである。
後に井上誠一は、地形は雄大でスケールが大きく、ダイナミックなコースができると思ったと書いている。
日本のプロゴルフメジャー大会の1つ、日本プロゴルフ協会主催競技でもあり、日本選手権大会に相当する、日本プロゴルフ選手権大会などの大会開催の実績がある。

## 所在地
〒573-0111 大阪府枚方市杉北町1-4622番地

## コース情報
- 開場日 - 1959年9月23日
- 設計者 - 井上 誠一
- 面積 - 1,160,000m2（約35.0万坪）
- コースタイプ - 丘陵コース
- コース - 18ホールズ、パー72、6,929ヤード、コースレート72.9
- グリーン - 2グリーン、ベント・コーライ
- プレースタイル - 乗用カート(5人乗り) 、全組キャディ付き
- 練習場 - 100打席 230ヤード
- 休場日 - 毎週月曜日、12月31日、1月1日[2][3]

## クラブ情報
- ハウス面積 - 3,000m2（907.5坪）
- ハウス設計 - 清水建設株式会社
- ハウス施工 - 清水建設株式会社[2][3]

## ギャラリー
- コース - 「枚方カントリー倶楽部」、コース情報
- ハウス - 「枚方カントリー倶楽部」、クラブ施設紹介

## 交通アクセス
- 鉄道 - 京阪本線 - くずは駅よりタクシー利用
- 道路 - 阪神高速道路 - 守口出入口より 21km[4]

## メジャー選手権
- 1964年（昭和39年） - 第32回 日本プロゴルフ選手権大会開催[5]

## 関連文献
- 『全国ゴルフ・コース案内 関西篇』、水谷準著、「枚方カントリー倶楽部」、東京 ベースボール・マガジン社、1963年、2020年9月24日閲覧
- 『ゴルフ場ガイド 西版』2006-2007、「枚方カントリー倶楽部（大阪府）」、東京 ゴルフダイジェスト社、2006年5月、2020年9月24日閲覧
- 『月刊ゴルフマネジメント』、「ゴルフ倶楽部を考える(285回)枚方カントリー倶楽部の創設」、井上勝純著、東京 一季出版、2010年1月、2020年9月24日閲覧
- 『美しい日本のゴルフコース BEAUTIFUL GOLF CULTURE IN JAPAN 日本のゴルフ110年記念 ゴルフは日本の新しい伝統文化である』、ゴルフダイジェスト社「美しい日本のゴルフコース」編纂委員会編、「井上誠一の設計テーマは「ゴルファーの技量に合わせて楽しめる」だった」、東京 ゴルフダイジェスト社、2013年12月、2021年3月11日閲覧